# Бортники (Хмельницька область)
Бортники — колишнє село Полонського району.
Село постраждало в часі Голодомору 1932—1933 років, за різними даними, померло близько 20 осіб.

## Джерело
- Мартиролог